# Mohiuddinagar
Mohiuddinagar is een notified area in het district Samastipur van de Indiase staat Bihar. 

## Demografie
Volgens de Indiase volkstelling van 2001 wonen er 13.764 mensen in Mohiuddinagar, waarvan 52% mannelijk en 48% vrouwelijk is. De plaats heeft een alfabetiseringsgraad van 44%. 